# Cressy-Omencourt
Cressy-Omencourt là một xã ở tỉnh Somme, vùng Hauts-de-France, Pháp.

## Địa lý
Cressy-Omencourt is Xã này tọa lạc trên đường D227 và đường D15, khoảng 20 dặm Anh về phía tây nam của Saint-Quentin.

## Dân số
| 1962                                                           | 1968 | 1975 | 1982 | 1990 | 1999 |
| -------------------------------------------------------------- | ---- | ---- | ---- | ---- | ---- |
| 73                                                             | 101  | 89   | 89   | 116  | 106  |
| Số liệu điều tra dân số từ năm 1962, dân số không tính hai lần |      |      |      |      |      |